# Jean VIII de Bueil
Pour les autres membres de la famille, voir Famille de Bueil.
Pour les articles homonymes, voir Jean de Bueil et Bueil.
Jean VIII (ou IX) de Bueil (vers 1627 - janvier 1665), comte de Marans, seigneur de Bueil, de Gençay et de Vaujours, fut grand échanson de France sous Louis XIII.
Il était le fils aîné de René de Bueil, dernier comte héréditaire de Sancerre, dont il hérita les titres, sauf le comté de Sancerre vendu au prince de Condé vers 1640. Il épousa Françoise-Charlotte de Montalais et mourut sans postérité.
Il démissionna de sa charge de Grand bouteiller de France au bénéfice de son beau-frère, le marquis Pierre de Perrien.

## Source
- Louis Moréri, Le Grand Dictionnaire disponible sur Google livres, volume II, p. 507